# توني وليامز
توني وليامز (بالإنجليزية: Tony Williams)‏ (13 يوليو 1976 سانت لويس الولايات المتحدة - ) هو لاعب كرة قدم أمريكي يلعب كمدافع.